# Vedtægt
Vedtægt er en betegnelse for regler, der i almindelighed overholdes inden for en vis kreds, og som regel beskriver visse grundlæggende fremgangsmåder i den pågældende sammenhæng.

## Retslige vedtægter
Retsvedtægter i egentlig forstand må indirekte have hjemmel i lovgivningen, der må have udstyret dem, som udsteder dem, med den fornødne myndighed dertil, navnlig med myndighed til at binde et muligt dissentierende mindretal. Til denne art vedtægter hører de i samtiden talrige kommunale vedtægter (politi-, sundheds-, bygnings-, brand-, skattevedtægter osv.), der imidlertid bliver til på meget forskellig måde, undertiden blot ved vedtagelse af det kommunale råd, men oftere under medvirkning af statslige myndigheder (ministerium, amtmand eller andre), hvilken medvirkning kan gaa så vidt, at det er statsmyndigheden, der udsteder vedtægterne, mens kommunalrådets ret er indskrænket til forud at blive hørt.

## Virksomheder og foreninger
En anden art er vedtægter for kapitalselskaber eller foreninger, hvilke dog også jævnligt kaldes love, statutter eller lignende. Deres formål vil altid i første linje være at ordne selskabets eller foreningens indre forhold, men for så vidt de giver forskrifter om, hvem der kan binde sammenslutningen udadtil, vil de også kunne få betydning for tredjemand. I almindelighed vil det være overladt selskabet eller foreningen selv at fastsætte deres indhold, uden at det offentlige blander sig heri. Dog kan det for at beskytte mulige mindretal mod overgreb af et flertal eller af hensyn til vedtægternes betydning for tredjemand være foreskrevet, at de ikke gyldigt kan fastsætte visse ting, eller at visse forhold altid skal ordnes ved dem.